# Nemty
Nemty o Anty "El caminante" o "El errabundo", dios guerrero de la mitología egipcia.

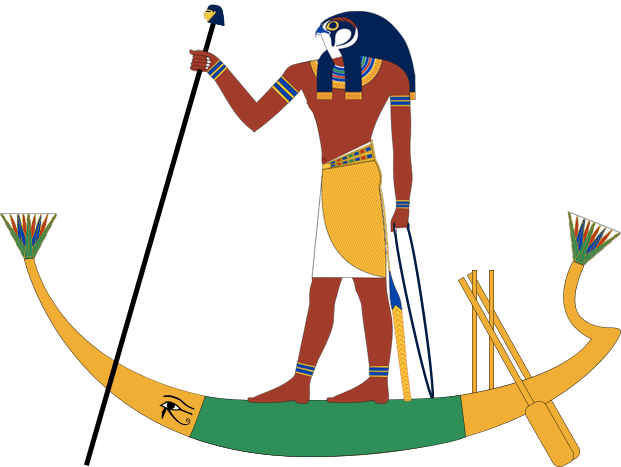
Nemty

## Iconografía
Fue representado en el nomo XII como un ave blanca, aunque también aparece como una piel de toro negro o vaca, en un soporte sobre una especie de mortero. Esta piel será de leopardo en la época ramésida. En el nomo XVIII lo encontramos como un dios con cabeza de halcón y alas desplegadas, que se transformará en dos halcones denominados Dunanuy.

## Mitología
Se le cita en los Textos de las Pirámides, como encargado de vigilar la navegación de la barca solar en compañía de Sokar; también era el barquero que conducía a la diosa Isis hacia la llamada “Isla de en medio”. Habita en una extraña vasija repleta de flechas.
Una antigua leyenda, similar a la de Isis, narra un crimen cometido por Nemty, haciéndole responsable de la decapitación de su madre Hathor-Hesat, siendo condenado por Ra a ser desollado vivo y vendado. Hathor tuvo que sustituir su cabeza por la de una vaca, pero Anubis sintió piedad y entregó la piel de Nemty a su madre que, mediante magia, regándolo con leche revivió su cuerpo (papiro ramésida Chester Beatty I). 
En otra leyenda, semejante a la de Isis, Nemty intenta robar el nombre sagrado y “oculto” de Ra. Horus quiere obtener el nombre secreto de Nemty y le envía un animal ponzoñoso, para que le hiera.

## Epítetos
Además de su nombre, "El caminante" o "El errabundo", recibió el epíteto de “El corto de piernas” en la leyenda de Horus y Seth. 

## Sincretismo
Se le equipara y fusiona con Dunanuy y más tarde aparece junto a la figura del faraón y a la de Osiris, a modo de protección; posteriormente es sustituido por Horus y por Seth en varios aspectos. En el nomo XII del Alto Egipto fue asimilado a Seth, donde le acompañaba la diosa leona Matyt. Estaba también relacionado con Anubis.

## Culto
Su culto se remonta a la dinastía I. Fue adorado en los nomos XII y XVIII del Alto Egipto, y venerado en Antaeópolis, Qau el-Kebir, junto a la diosa Matit, Hieracon y en Deir el-Gebraui. 

## Nombres teóforos
Su nombre lo llevaron los faraones de la dinastía VI de Egipto Merenra I y Merenra II, como Merenra Nemtyemsaf.
| G7A | \| \| | G7AA |
|     |       |      |

|  |

| G7A | \| \| | G7AA |
|     |       |      |

|  |